# شرائع نوح السبع

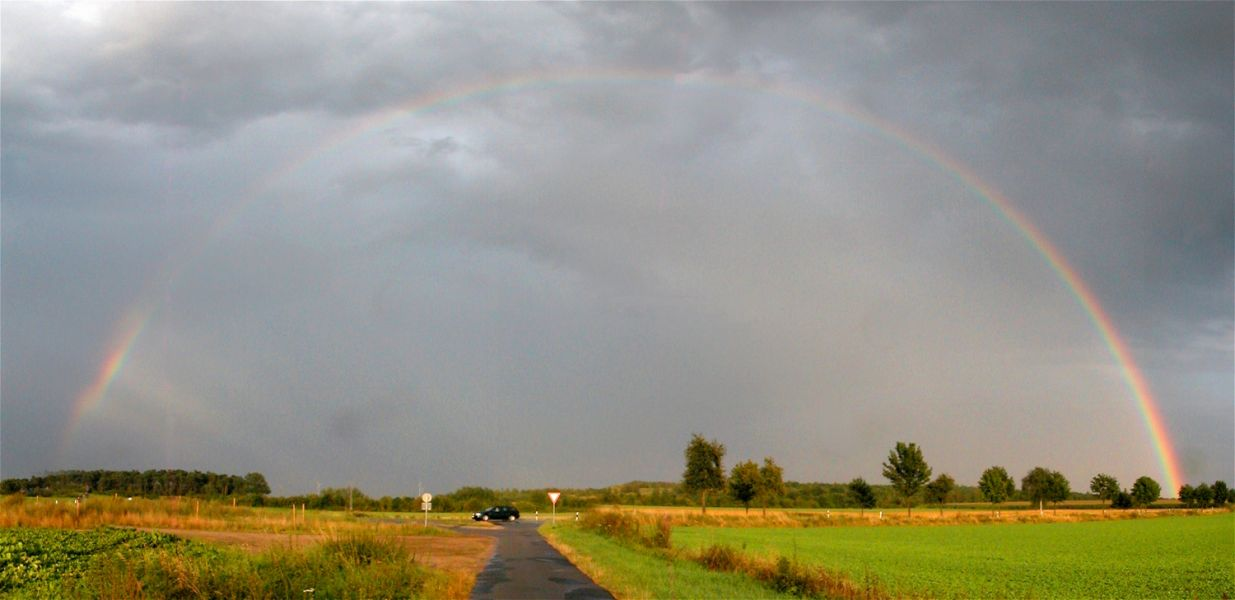
شعار الحركة النوحية الحديثة قوس قزح المذكور في قصة الطوفان في سفر التكوين

شرائع نوح السبع أو الشرائع النوحية (بالعبرية: שבע מצוות בני נח، شِڤَع مِصْڤَوْت بْنِي نُوَح) هي سبعة أوامر أخلاقية أعطاها الله إلى نوح كأوامر لكل البشر حسب التلمود. وحسب اليهودية فأي شخص غير يهودي يتبع هذه الشرائع يعتبر أممياً صالحاً ويضمن له مكاناً في العالم القادم (بالعبرية: עולם הבּא، عَوْلَم هَبَا). يسمى الملتزمون بالعهد بني نوح أو النوحيين.
الشرائع السبعة حسب التلمود:
1. تحريم الوثنية
2. تحريم ارتكاب جريمة القتل
3. تحريم السرقة
4. تحريم الانحلال الجنسي
5. تحريم التجديف
6. تحريم أكل من لحم حيوان حي
7. فرض إقامة نظام عدل لتطبيق الشرائع الستة السابقة